# Myrmicaria brunnea
Myrmicaria brunnea är en myrart som beskrevs av Saunders 1842. Myrmicaria brunnea ingår i släktet Myrmicaria och familjen myror.

## Underarter
Arten delas in i följande underarter:
- M. b. brunnea
- M. b. flava
- M. b. subcarinata

## Bildgalleri

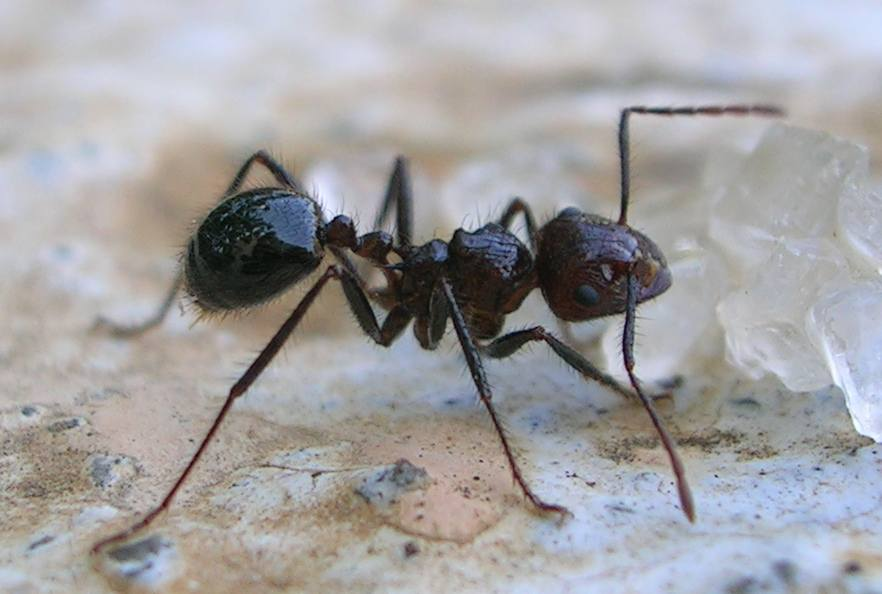
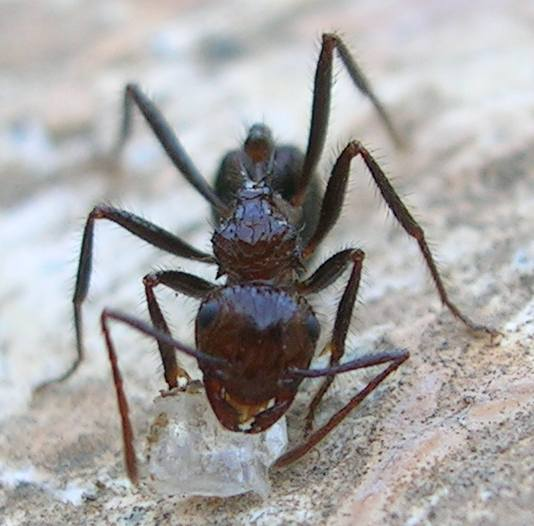
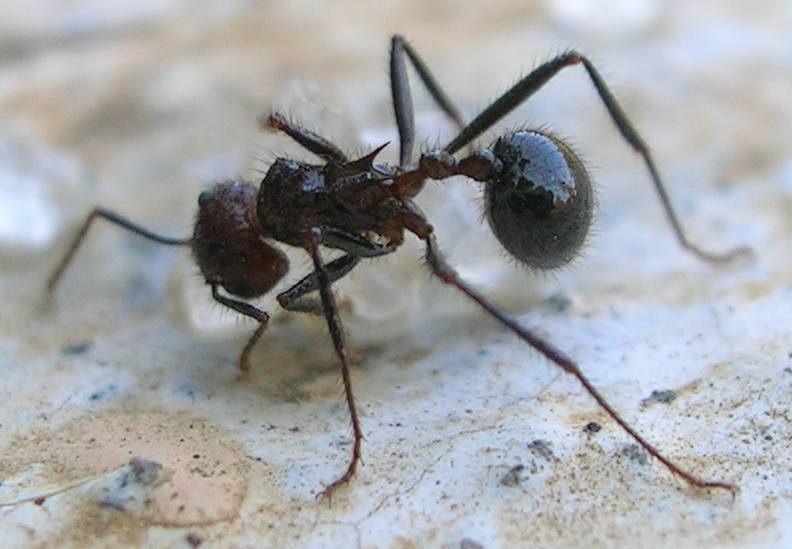
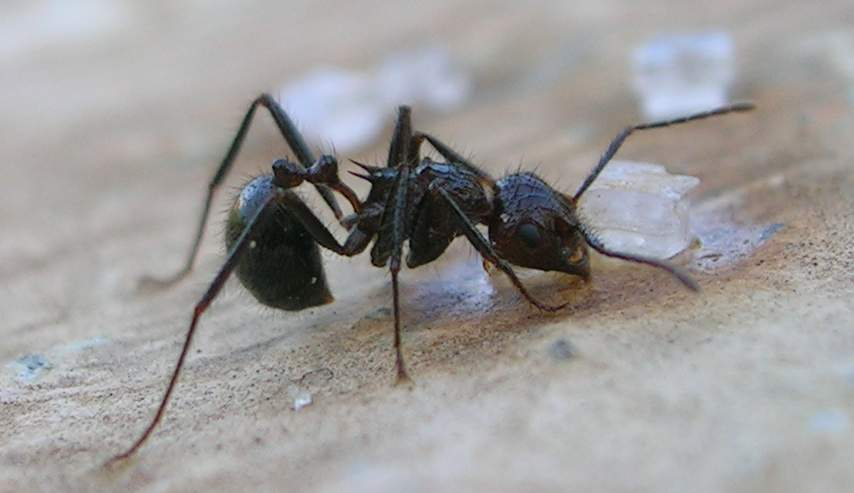
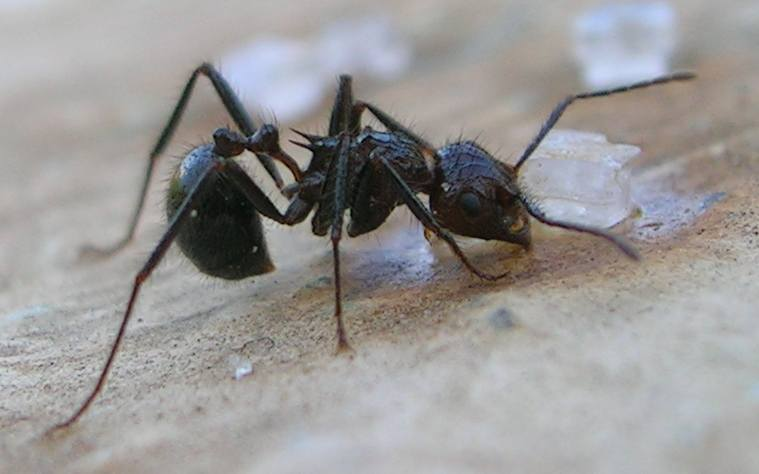
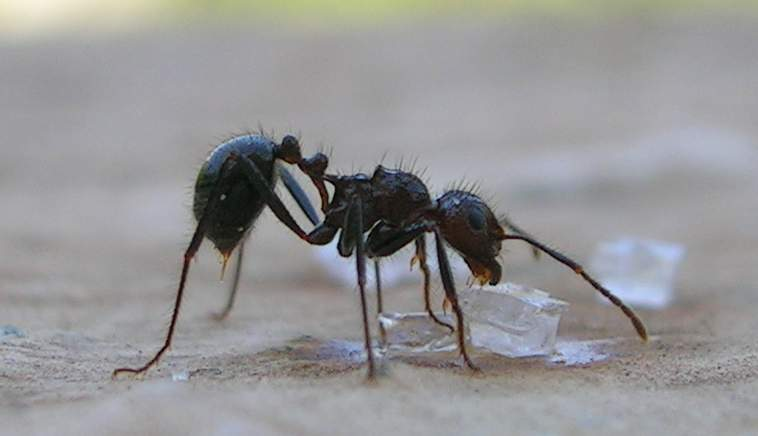